# Melanie Klein

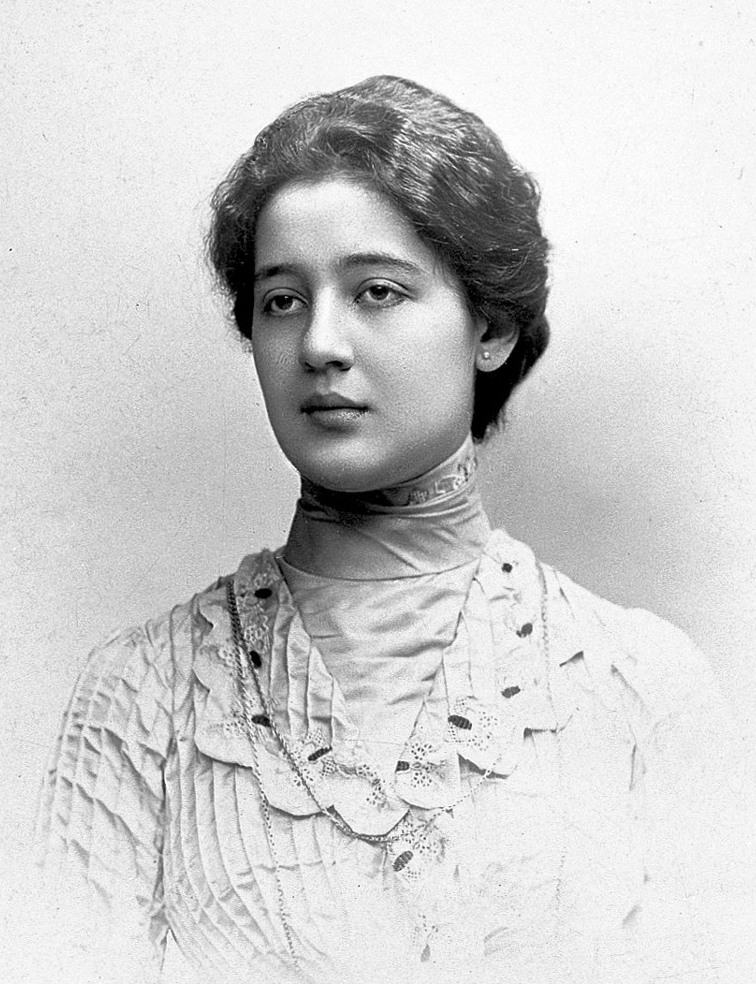

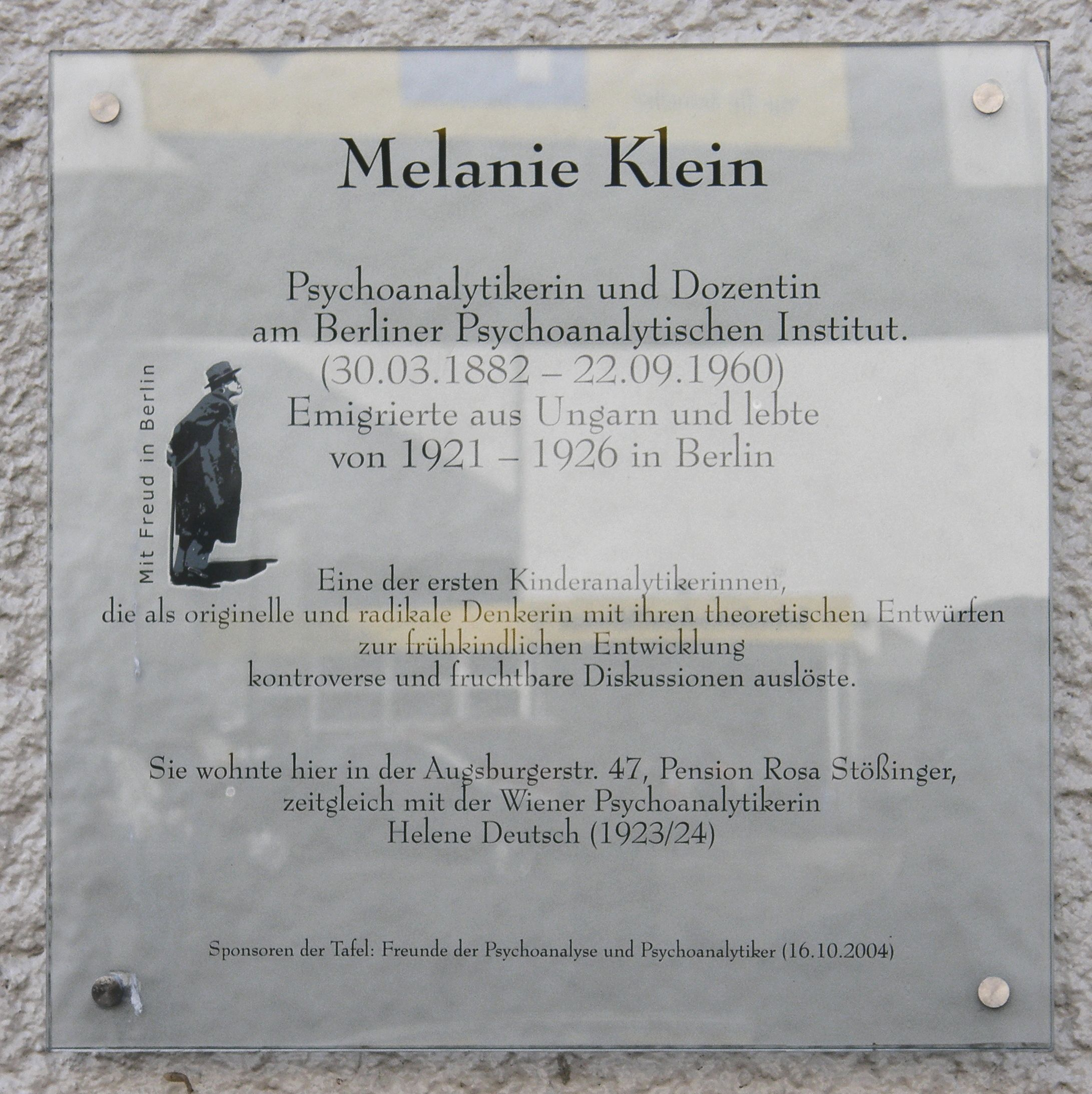
Tablica Melanie Klein

Melanie Klein (z domu Reizes) (ur. 30 marca 1882 w Wiedniu, zm. 22 września 1960) – brytyjska psycholog i psychoanalityk pochodzenia austriackiego. Znacznie rozwinęła technikę terapii dzieci, która miała wpływ na psychologię dziecka i współczesną psychoanalizę. Była główną przedstawicielką nurtu teorii relacji z obiektem w Wielkiej Brytanii.
W 1903 r. wyszła za mąż za Artura Kleina, z którym miała troje dzieci. W latach 1910–1919 rodzina mieszkała w Budapeszcie.
Własną analizę rozpoczęła u Sandora Ferencziego. W 1921 roku rozstała się z mężem i wraz z dziećmi zamieszkała w Berlinie. Separacja zakończyła się rozwodem w 1923 r. Następnie rozpoczęła analizę u Karla Abrahama. W 1926 r. na zaproszenie Ernesta Jonesa przeniosła się do Londynu, gdzie kontynuowała pracę teoretyczną i praktyczną aż do śmierci.
Wprowadziła do psychologii pojęcia: pozycja depresyjna, pozycja schizo-paranoidalna oraz pierwotna nieświadoma fantazja.

## Twórczość

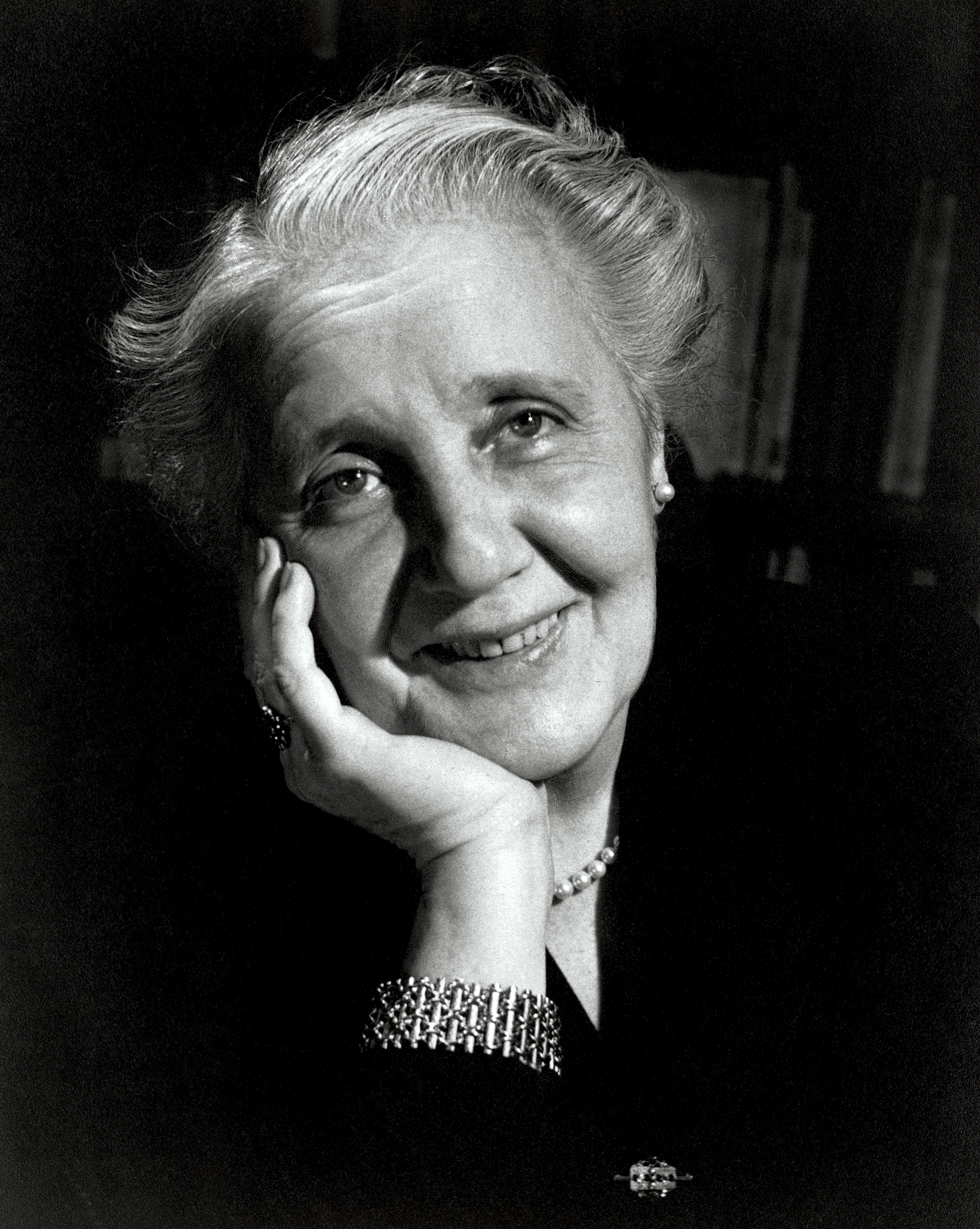
Melanie Klein w latach 50.

- Pisma. Tom 1. Miłość, poczucie winy i reparacja oraz inne prace z lat 1921-1945
- Pisma. Tom 2. Psychoanaliza dzieci
- Pisma. Tom 3. Zawiść i wdzięczność
- Pisma. Tom 4. Zapis analizy dziecka

## Odniesienia w kulturze popularnej
- Życie Melanie Klein było tematem sztuki Nicholsa Wrighta z 1988 roku, zatytułowanej Pani Klein. Akcja dzieje się w 1934 r. w Londynie, a sztuka odnosi się do konfliktu między Melanie Klein a jej córką Melitta Schmideberg, mającego miejsce tuż po śmierci Hansa Kleina - syna Melanii. Przedstawienie Melanie Klein w sztuce nie należy do najbardziej korzystnych - sztuka sugeruje, że Hans popełnił samobójstwo, a Klein poddawała analizie dwójkę swoich dzieci. W oryginalnej produkcji w Teatrze Cottesloe w Londynie, rola Melanie Klein była grana przez Gillian Barge. Sztuka była transmitowana w 2008 r. w brytyjskiej radiostacji BBC 4 i ponownie odegrana w Teatrze Almeida w Londynie w październiku 2009, gdzie w rolę Melanie Klein wcieliła się Clare Higgins.
- Zespół indie Volcano Suns zadedykował swój pierwszy album The Bright Orange Years pracy Klein nad dziecięcą agresją.
- Szkocki autor Alexander McCall Smith w dużej mierze opierał się na pracach i teoriach Melanie Klein w swojej serii książek 44 Scotland Street. Jedną z bohaterek jest Irene, która ma obsesję na punkcie teorii Melanie Klein i korzysta z nich wychowując swojego syna, Bertiego.